# 国立慶国大学校
国立慶国大学校（グッリプキョングクだいがっこう、朝鮮語: 국립경국대학교、英語: Gyeongguk National University）は、大韓民国の慶尚北道安東市に本部を置く国立大学。略称は慶国大、GKNU。
安東大学校と慶北道立大学校が統合し、2025年から国立慶国大学校として新たに発足した。

## 沿革
- 1947年7月：安東師範学校が設立される。
- 1962年3月：安東師範学校が道立安東農業初級大学に改編される。
- 1965年3月：道立安東農業初級大学が安東教育大学に改編される。
- 1978年2月：安東教育大学が教育大学の機能を大邱教育大学に移管し、安東初級大学に改編される。
- 1979年1月：安東初級大学が安東大学に改編される。以後3月に開校する。
- 1983年3月：現キャンパスに移転する。
- 1991年3月：安東大学が安東大学校に昇格される。
- 2023年11月：安東大学校から国立安東大学校に改称する。
- 2025年3月：慶北道立大学校と統合し、国立慶国大学校として新たに発足する。[1]

## 学部
- 人文芸術大学
- 社会科学大学
- 師範大学
- 生命科学・健康福祉大学
- 工科大学
- 自由専攻学部
- 成人学習者学部

## 大学院
- 一般大学院
- 専門大学院
  - 韓国文化産業専門大学院
- 特殊大学院
  - 行政経営大学院
  - 教育大学院

## 日本の交流協定校
- 東洋大学
- 佐賀大学
- 室蘭工業大学
- 豊橋技術科学大学
- 国士舘大学
- 宮崎大学

## 卒業生
- 金美榮　国立韓国国学振興院・責任研究委員、同附属「韓国儒教文化博物館」展示企画室長　安東大学校民俗学科卒業
- 小西明子　韓国語通訳・翻訳 安東大学校大学院民俗学科修士課程に入学、修士課程を修了するも論文は提出せずに2000年8月帰国
- 中村和代　韓国語通訳・翻訳 仁川大学校国語国文科、安東大学校大学院民俗学科修士